# Quintus Ranius Terentius Honoratianus Festus

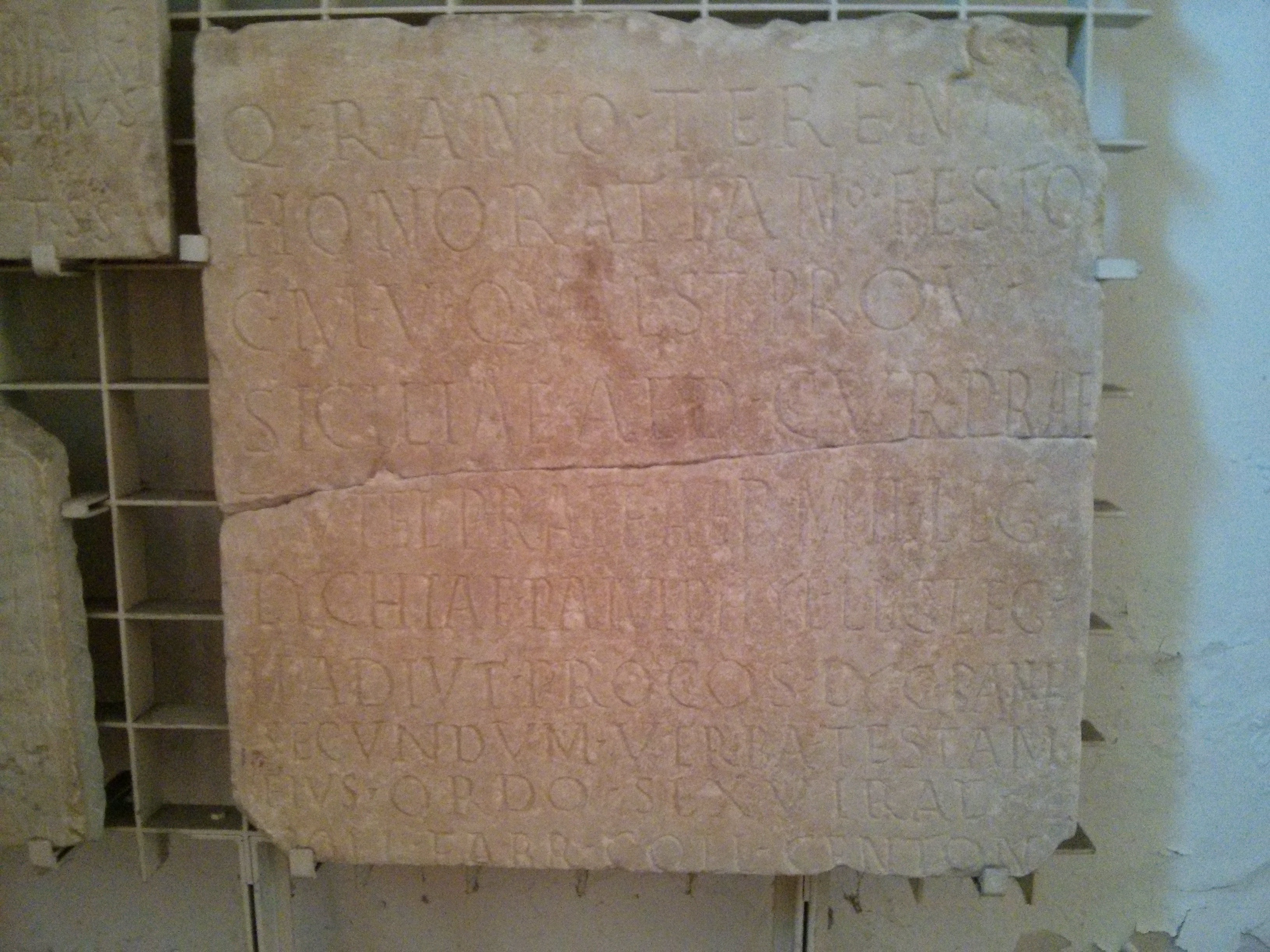
Die Inschrift

Quintus Ranius Terentius Honoratianus Festus war ein im 3. Jahrhundert n. Chr. lebender römischer Politiker. Durch eine Inschrift, die in Suasa gefunden wurde, sind einzelne Stationen seiner Laufbahn bekannt.
Die Laufbahn des Festus beginnt in der Inschrift mit dem Amt des Quaestors in der Provinz Sicilia. Nach der Quaestur wurde er Aedilis curulis sowie Praetor tutelaris. Als erste Position nach der Praetur übernahm Festus in Rom im Range eines Präfekten für drei Jahre die Verwaltung des Aerarium militare. Danach wurde er für ein Jahr als Legatus dem Statthalter in der Provinz Lycia et Pamphylia zugeteilt.
Als nächste Stufe in seiner Karriere wurde Festus Kommandeur (Legatus legionis) der Legio II Adiutrix, die ihr Hauptlager in Aquincum in der Provinz Pannonia inferior hatte. Danach wurde er Statthalter (Proconsul) in der Provinz Lycia et Pamphylia.
Die Inschrift wurde gemäß seinem letzten Willen errichtet. Festus starb, bevor er einen Suffektkonsulat erreicht hatte, auf den er nach vier praetorischen Ämtern einen Anspruch gehabt hätte.